# Bulldog Americà
El bulldog americà és una raça de gos de granja originari del sud-est dels Estats Units. Utilitzat com a gos guardià per al bestiar o per a la caça. És un gos de talla mitjana, esportiu i de caràcter equilibrat. Posseeix una fisonomia robusta, compacta i poderosa, la qual li permet moure's amb agilitat i vigor. Es tendeix a preferir a un gos fort sobre aquell de bella estructura, si no presenta cap excés morfològic ni sobrecàrrega ponderal. Els mascles presenten una estructura més gran i amb un tipus més marcat que el de les femelles.

## Història

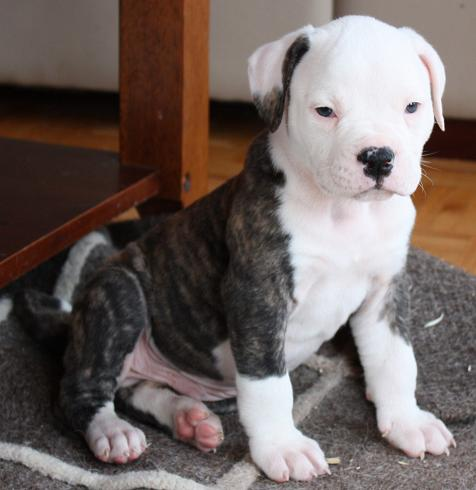
Cadell de 6 setmanes de bulldog americà.

El bulldog original va ser preservat per immigrants de classe obrera que van portar amb ells els seus gossos de treball al sud dels Estats Units. Els grangers van utilitzar el gos "tot terreny" per diverses tasques incloent guàrdia i cacera. Aquests gossos no eren considerats una raça com a tal de la manera que són considerats avui mitjançant els seus estàndards, en aquella època eren considerats un tipus genèric de bulldog. No existien registres de pedigrí ni de mescles, se'ls reproduïa basant-se en la seva utilitat per al treball. Cap al final de la Segona Guerra Mundial, aquesta raça de bulldog estava començant a extingir-se. John D. Johnson, un ex combatent que tornava a casa va decidir ressuscitar aquesta raça. Va cercar els millors espècimens d'aquesta classe de gos de treball i va començar a registrar pedigrees i arbres familiars. El seu objectiu era produir ventrades del tipus de gos de treball i guardià descendent directe de l'antic bulldog anglès. Més tard, Alan Scott i altres criadors es van unir al seu esforç de ressuscitar l'antic bulldog. Johnson i Scott començaren a barrejar acuradament els gossos, guardant registres i mantenint sempre les capacitats de treball i salut dels animals. Inicialment Johnson i Scott mantenien una visió similar i fins i tot intercanviaven gossos. No obstant això, amb el temps hi va haver una diferència entre les seves visions, la qual cosa va resultar en dos tipus de bulldog americà. Alan Scott va preferir un gos més petit, atlètic i musculós, que podria ser usat per atrapar i caçar animals. Johnson va preferir un gos més gran i massiu, menys musculós, apte més aviat per ser guardià. Amb el temps la raça es va reproduir donant lloc a l'antic gos de treball que va ser registrada com l'American Pit Bulldog el 1970 al National Kennel Club. Més tard el nom va ser canviat a l'American Bulldog perquè no existís confusió amb el pitbull terrier americà. El bulldog americà va ser reconegut el 1999 per NKC, UKC, ABRA, SACBR i l'associació de bulldogs americans, ABA. Potser, la raó més important per la qual el bulldog va sobreviure a Nord-amèrica va ser el fet de la introducció de porcs salvatges en el nou món, els quals sense predadors naturals es van convertir en una epidèmia. El bulldog era l'únic mitjà dels colons per fer front a la superpoblació de porcs salvatges. El bulldog americà està ara fora de perill d'extinció i gaudeix d'un increment en la seva popularitat com a gos de treball, protector i familiar. S'utilitza actualment com a gossos de caça, esportius, de servei, K9 i per aixecament de pes.

## Descripció

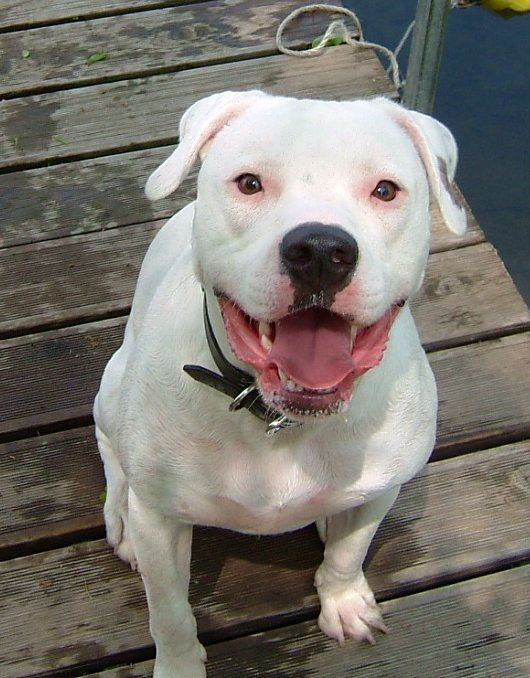
El tipus estàndard de bulldog americà.

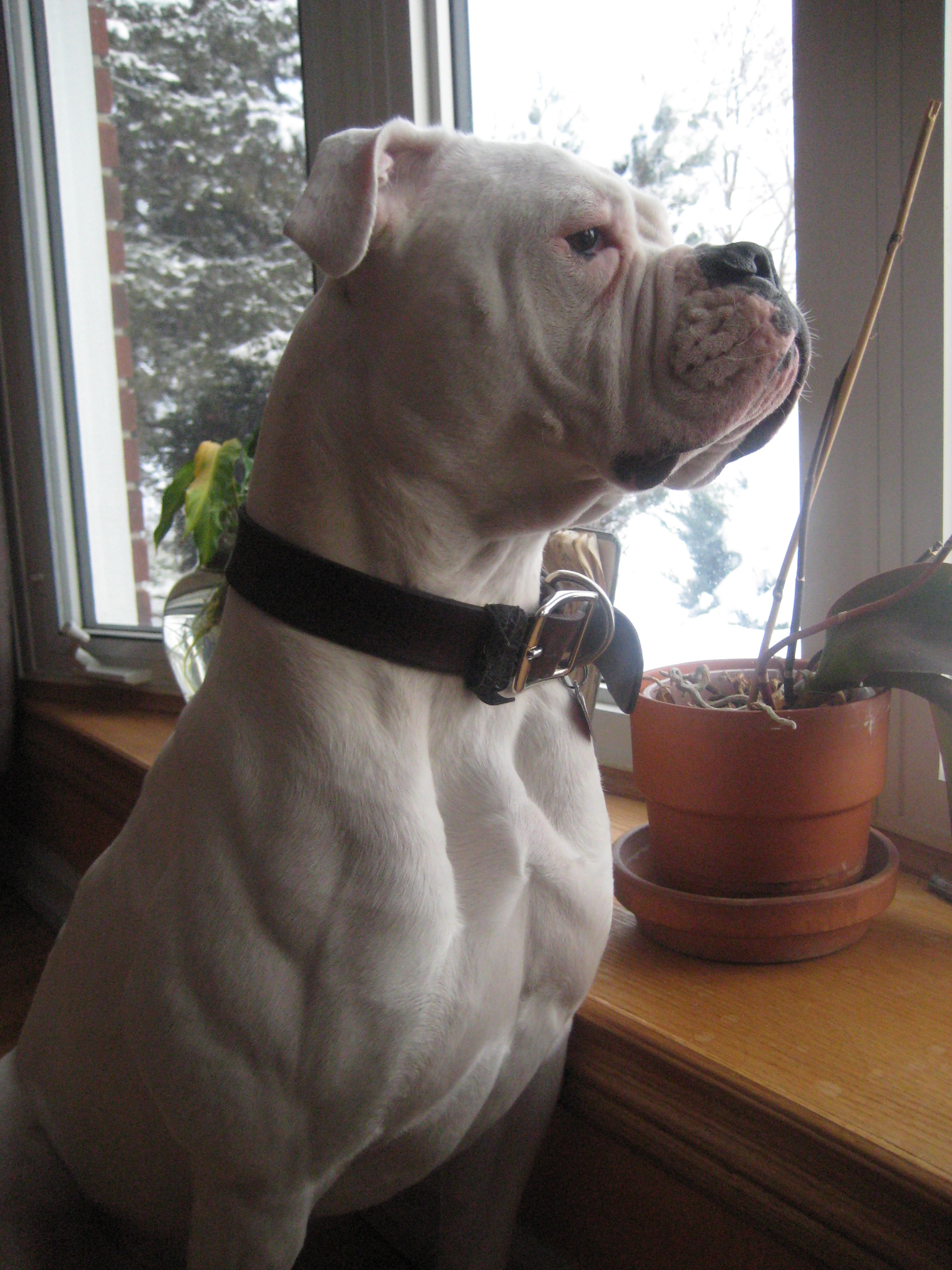
El tipus "Bully" de bulldog americà.

Ha de presentar una aparença massissa encara que de línies esveltes i esportives. El pelatge ha de ser llis, curt i enganxat al cos. El seu color pot ser blanc, blanc atigrat amb color vermell o marró. No està permès que presenti màscara negra o taques negres. El seu crani és llarg i pla amb el stop ben marcat. Els ulls són rodons, de mida mitjana, i el color dels ulls més apreciat és el castany fosc amb contorn negre. Els ulls blaus es permeten però se'ls considera una falta lleu.
- Mascle: 57-67 centímetres, 35-55 kg.
- Femella: 53–65 cm, 30–45 kg.
- Musell i dentició: El musell és de talla mitjana (5 a 10 cm), quadrat, llarg i gruixut. Les mandíbules són molt potents. La mandíbula inferior ha de ser prou ampla per evitar que s'apili o que s'aixafin els incisius inferiors. Els llavis són gruixuts sense penjar. Pigmentació negra. El bulldog americà, sent un gos treballador, hauria d'estar dotat d'un joc de dents complet (42). Les dents no són visibles quan la mandíbula està tancada.
- Dentició tipus "Estàndard": Dentició en tisores inverses (incisius de la mandíbula superior immediatament damunt dels de la mandíbula inferior), prògnat acceptat, així com una dentició en tisores i en tenalles.
- Dentició tipus Bully / Clàssic: Es prefereix el prognatisme; s'accepten denticions en tisores, en tisores inversa i en tenalles.
- Tòfona: Es prefereix la pigmentació negra, encara que pot ser de color castany o gris i algunes taques roses petites poden ser acceptades.
- Orelles: Senceres i de talla mitjana. A prop de la línia superior del crani, mig caigudes o de color rosa.
- Coll: Musculós, de longitud mitjana, lleugerament arquejat, aixafant suaument de l'espatlla fins al cap. Alguns plecs són acceptats.
- Espatlles: Molt musculoses, amb els omòplats llargs i sortints. Les espatlles ben posicionades impedeixen als colzes voltejar cap a l'exterior.
- Pit, espina, part posterior: Tòrax ample i profund però sense que l'amplada sigui exagerada. L'espina dorsal és de talla mitjana, forta i de llom ample. La part posterior és curta, ampla i lleugerament inclinada de la mateixa manera que la regió escapular. Un moviment ondulatori de l'esquena constitueix una falta, la importància es mesura en funció de l'amplitud d'aquesta ondulació.
- Part posterior: Ampla i molt musculosa. De la mateixa talla que les espatlles, no gaire ampla. Els malucs estrets són un greu defecte.
- Membres: Forts, drets i constituïts d'un esquelet sòlid. A nivell del Grasset, l'articulació tíbia - femoral marca un angle net. Els peus són de talla mitjana, dits ben arquejats i atapeïts. El pes està repartit de manera harmoniosa sobre els quatre membres. El metatars és fort i dret. És acceptada una lleugera corba. No obstant això, una falta de gruix o una debilitat constitueix una falta greu.
- Cua: Sencera. Gruixuda a la seva base i estreta, baixant fins a la punta. Aconsegueix l'articulació del jarret quan el gos està relaxat. No s'enrotlla a la punta. En alguns llocs les cues són seccionades.
- Moviment: Quan el gos trota, el pas ha de ser sense esforç, fluid i potent, de gambada àgil. El moviment parteix principalment de la part del darrere i es propaga de la mateixa manera cap endavant. La línia de l'esquena ha de quedar en el mateix nivell, paral·lela a la direcció del moviment.

## Salut
Entre altres malalties s'ha identificat la lipofuscinosi ceroide neuronal (NCL) en alguns Bulldogs americans.
Alhora, aquesta raça està predisposada a les següents afeccions dermatològiques: malaltia al·lèrgica de la pell, ictiosi, dermatosi solar i carcinoma escatós.